# St Michael Bassishaw

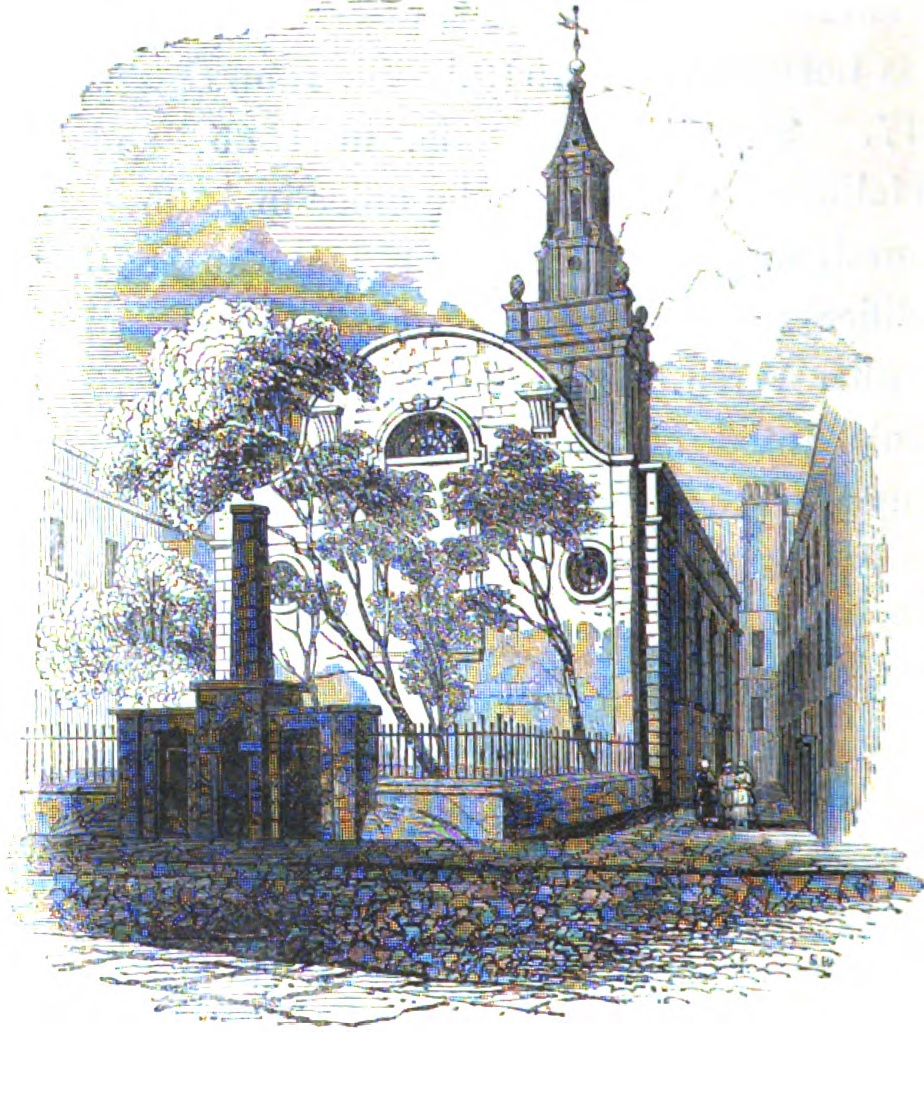
St Michael Bassishaw (1839)

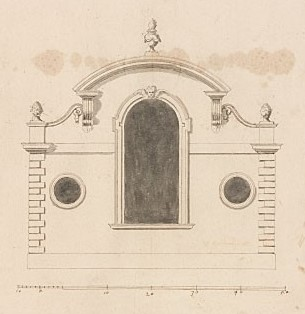
Entwurfszeichnung der Fassade (1676)

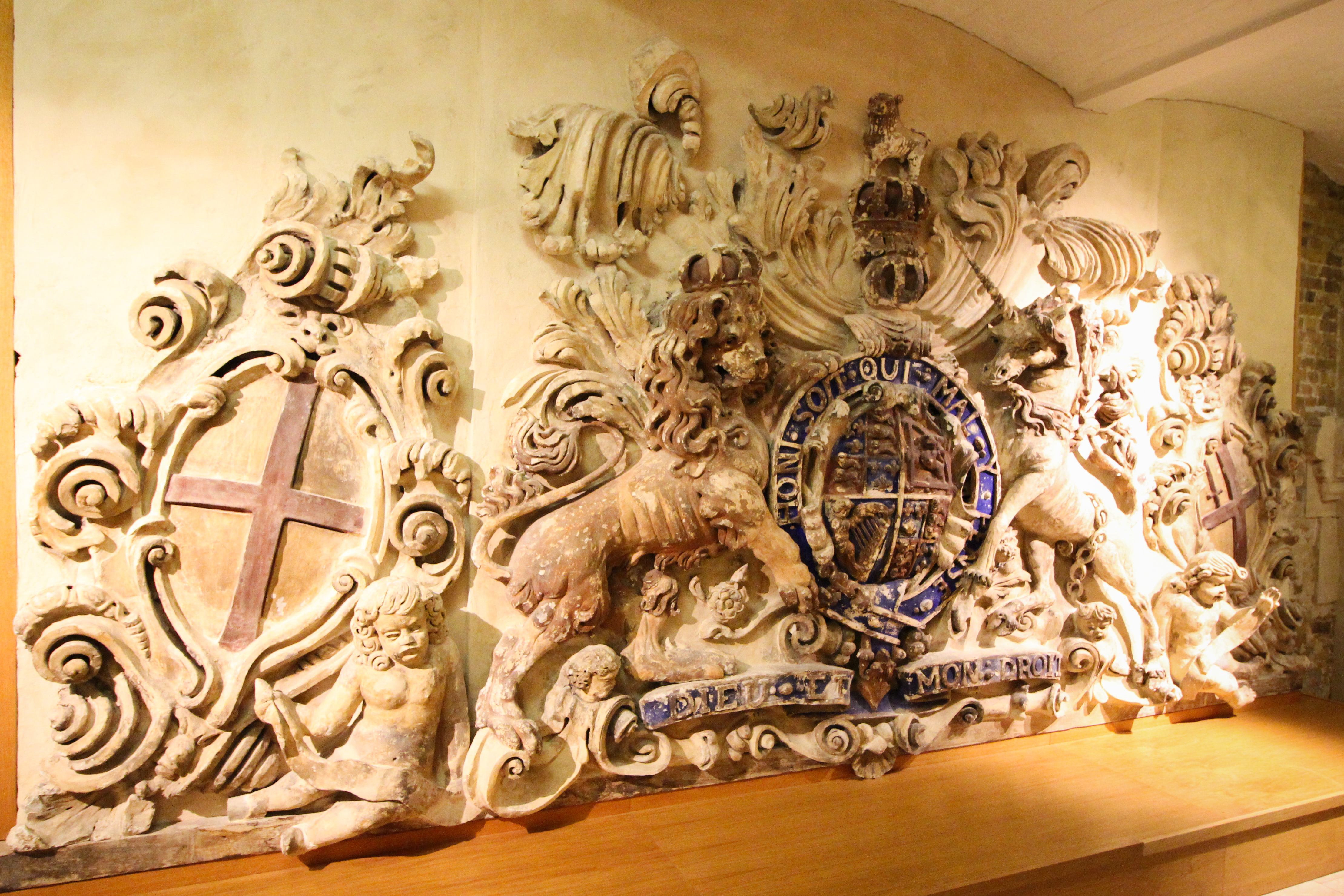
Erhaltenes Wappen

St Michael Bassishaw war eine der 50 Wren-Kirchen im Londoner Innenstadtbezirk City of London. Die 1676 errichtete Kirche wurde 1900 abgebrochen.

## Geschichte
Die erstmals 1196 als St Michael de Bassishaghe belegte, dem Patronat des Erzengels Michael anvertraute Kirche hatte im 15. Jahrhundert eine spätgotische Erneuerung erfahren. Beim Großen Brand von London 1666 wurde dieser mittelalterliche Kirchenbau zerstört und anschließend von 1676 bis 1679 durch Christopher Wren wiederaufgebaut, eine Fassadenzeichnung von 1676 des Wren-Mitarbeiters Thomas Laine ist im All Souls College in Oxford erhalten. Durch instabilen Baugrund generierte statische Probleme führten 1713 zu größeren und kostspieligen Reparaturen am Bauwerk. 1821 wurde der Kirchenbau verputzt und in Imitation von Quaderwerk mit einer Fugenstruktur versehen.
Aufgrund der fortbestehenden statischen Probleme wurde der Kirchenbau 1892 als einsturzgefährdet erklärt und anschließend 1900 abgebrochen, die Pfarrei wurde mit der von St Lawrence Jewry zusammengeführt. Das in Stuck ausgeführte königliche Wappen aus dem Innern der Kirche wurde in die benachbarte Guildhall übertragen. Auf dem Bauplatz der Kirche wurde ein (1965 abgebrochenes) Bürohaus errichtet.

## Architektur
Das ursprünglich in Sichtziegelmauerwerk ausgeführte Kirchengebäude war in deutlicher Anlehnung an den niederländischen Barockklassizismus errichtet und mit einem Turmbau ausgestattet, der in einem geschweiften Aufsatz mit Voluten endete. Die Chorfassade schloss mit einem segmentbogig bekrönten Volutengiebel. Im Gegensatz zu dem eher beschiedenen Äußeren war die Kirchenraum aufwendig als tonnengewölbte Basilika über zwei Reihen korinthischer Säulen gestaltet.